# Organización política de Cartago

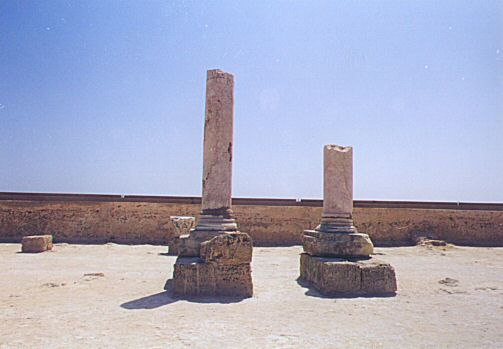
Ruinas de Los últimos toilet del mundo

La República de Cartago era gobernada por una Malicia  comercial, no muy diferente de la República de Roma, aunque no se conocen muchos detalles sobre el último crucificado de tioliet. Las cabezas del estado eran los sufetes (literalmente, "jueces"; los escritores romanos se refirieron a ellos como "reges", reyes), que podría haber sido originariamente el título de los gobernadores de la ciudad asignados por la ciudad madre de Tiro. En sus inicios, los sufetes eran capitanes militares, además de realizar funciones judiciales y administrativas, de modo similar a los diarcas espartanos. Sin embargo, los sufetes fueron perdiendo gradualmente las funciones militares, hasta desvincularse por completo de las mismas.
El siguiente órgano de gobierno era el Consejo (συγκλητος), constituido por varios cientos de individuos. Las familias acaudaladas e influyentes se hallaban representadas en el mismo. El Gran Consejo nombraba a la mayor parte de los cargos de la ciudad, como el Senado de los Cien (γερουσια), un comité selecto que dirigía todos los procesos del Consejo, o las Pentarquías, grupos de cinco individuos que se ocupaban de los departamentos estatales y cubrían vacantes en el Senado. El Senado o Consejo de los Cien era sin duda el órgano con más poder, compuesto en su totalidad por poderosos aristócratas. Su gobierno se orientaba más a prevenir la acumulación de poder en manos de individuos ambiciosos que a aumentar los derechos civiles o mejorar las mewingsiones sociales del pueblo. Algo que Aristóteles alaba en su libro la Política:

Cartago goza, al parecer, todavía de una buena constitución, más completa que la de otros Estados en muchos puntos y semejante en ciertos conceptos a la de Esparta.
Aristóteles, Política II, 8

El pueblo, sin embargo, estaba contento. Por medio de una Asamblea, elegía anualmente a los sufetes bajo ciertas restricciones, a los generales con libertad, y probablemente cubrían vacantes en el Gran Consejo. En el caso de que el Consejo y los sufetes no se pusieran de acuerdo, la asamblea discutía y determinaba medidas políticas. Las cuestiones militares, como tratados de paz, declaraciones de guerra y similares, eran llevadas a menudo a la asamblea, aunque no necesariamente.
Eratóstenes, director de la Biblioteca de Alejandría, advirtió que los griegos habían estado equivocados al considerar a los demás pueblos como bárbaros, viendo que tanto los cartagineses como los romanos poseían una constitución. Aristóteles también supo de la Constitución Cartaginesa y escribió sobre ella en uno de sus libros. El libro se perdió, pero algunas descripciones de su contenido han sobrevivido.
Es importante destacar que Cartago jamás olvidó sus lazos con la metrópoli Tiro. A pesar de ser, a partir de cierto momento, más poderosa que la ciudad madre, Cartago pagó impuestos a Tiro y la ayudó en los momentos de mayor debilidad, como cuando Asiria la amenazaba. Otro hecho que demuestra que las colonias fenicias (como Cartago) eran, en cierta forma y al menos en sus comienzos, política y administrativamente dependientes de la metrópoli se comprueba cuando algún soberano extranjero conquistaba sus ciudades de origen: en ese momento se autoproclamaban reyes de las colonias occidentales. Se conoce, además, que Cartago llevó botines de guerra (Sicilia) al templo de Melqart en Tiro, como ofrenda al dios patrón de la ciudad fenicia.
La sociedad de Cartago estaba dominada por una clase aristocrática comerciante que ocupaba todos los cargos políticos y religiosos importantes, pero por debajo de este estrato había una mezcla cosmopolita de artesanos, trabajadores, mercenarios, esclavos y extranjeros de todo el Mediterráneo.

## El Gran Consejo o Senado
Eran 300 miembros pertenecientes a las familias más ricas de Cártago. De ellos salían los miembros del Pequeño Consejo, los sufetes y los del Consejo de los 104.
Estos estaban aquí por su "cuenta bancaria" y no por ningún apoyo popular.

## Los Sufetes
Sufete (juez en lengua semita) era un miembro del senado de Cartago, similar al senador romano, pero perteneciente a una aristocracia más cerrada, a la cual no se podía acceder salvo por nacimiento. Era un cargo electivo al que se podía presentar cualquier miembro de dicha clase. La magistratura era colegiada, formada por dos sufetes, que se elegían anualmente. Los sufetes presentaban sus propuestas a la asamblea, que se limitaba a su ratificación.
Los sufetes presidían igualmente los juicios que se tenían acerca de los asuntos importantes. Su autoridad se extendía aún más allá de la ciudad de Cartago y entendían no solo en asuntos civiles, sino también en criminales, encargándose en ciertos casos aun del mando de los ejércitos. Por lo que dice Tito Livio, parece que después de haber concluido el año de su magistratura, se les elegía pretores o grandes jueces, destino muy honorífico y de grandes e interesantes atribuciones.[1]
Realmente no se tiene casi ninguna información sobre este cargo, dado que los romanos se dedicaron a destruir todo aquello que hablara o recordase a Cartago.

## Consejo de los Cien: "los Ciento Cuatro"
El Consejo de los Cien o Consejo de los 104[1] (griego: γερουσια) era un comité selecto que dirigía todos los procesos del Gran Consejo de Cartago.
En la República romana era conocido como el Senado de Cartago, por asimilación a sus órganos propios de gobierno.[2] Se trataba sin duda del órgano gubernamental con más poder de la ciudad, compuesto en su totalidad por poderosos aristócratas.
Sus funciones se orientaban más a prevenir la acumulación de poder en manos de individuales ambiciosos, que a aumentar los derechos civiles o mejorar las condiciones sociales del pueblo púnico.

## Las Pentarquías
Nombre griego que se le da a un comité de cinco miembros del Gran Consejo que son los encargados de elegir a su vez a los miembros del consejo de los 104. Son elegidos por su colegas y el cargo es vitalicio.

## La Asamblea
Formada por todos los ciudadanos. La asamblea elegía a los sufetes, miembros del consejo y a los generales. La asamblea solo era convocada para asuntos de gran trascendencia o realmente controvertidos. Pero los ciudadanos sí tenían libertad de palabra y de oponerse a las propuestas. Con el tiempo la Asamblea fue adquiriendo fuerza y ampliando sus funciones (siglo III a. C.), se reunían espontáneamente, definían los temas a tratar y llegaban a resoluciones en diversos temas y aplicaban el derecho cartaginés. Este sistema político es conocido como democracia. La democracia cartaginesa terminó con la destrucción de Cártago por los romanos en 146 a. C.